# Aeonium goochiae
Aeonium goochiae är en fetbladsväxtart som beskrevs av Webb. och Berth.. Aeonium goochiae ingår i släktet Aeonium och familjen fetbladsväxter. Inga underarter finns listade i Catalogue of Life.

## Bildgalleri

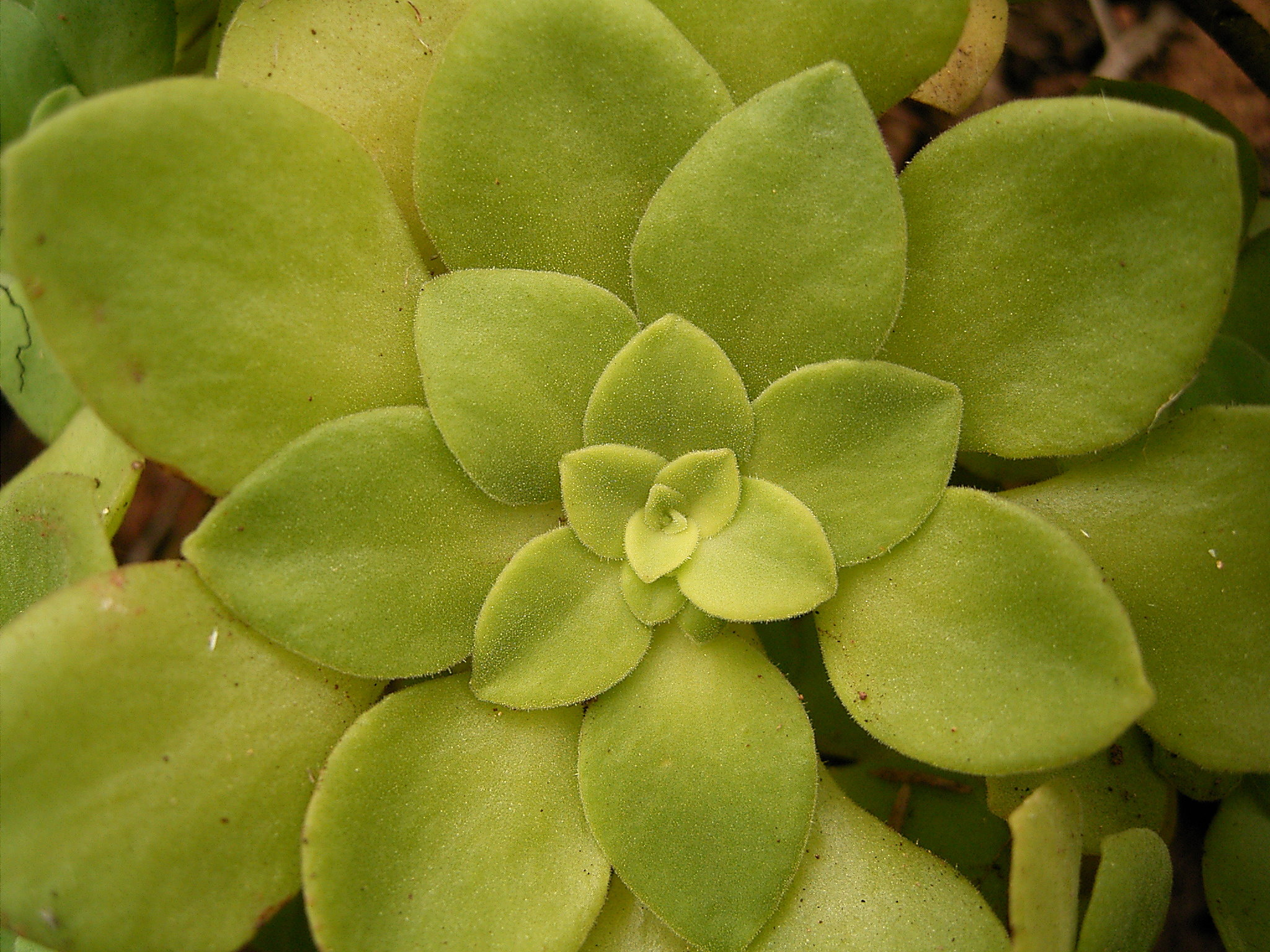
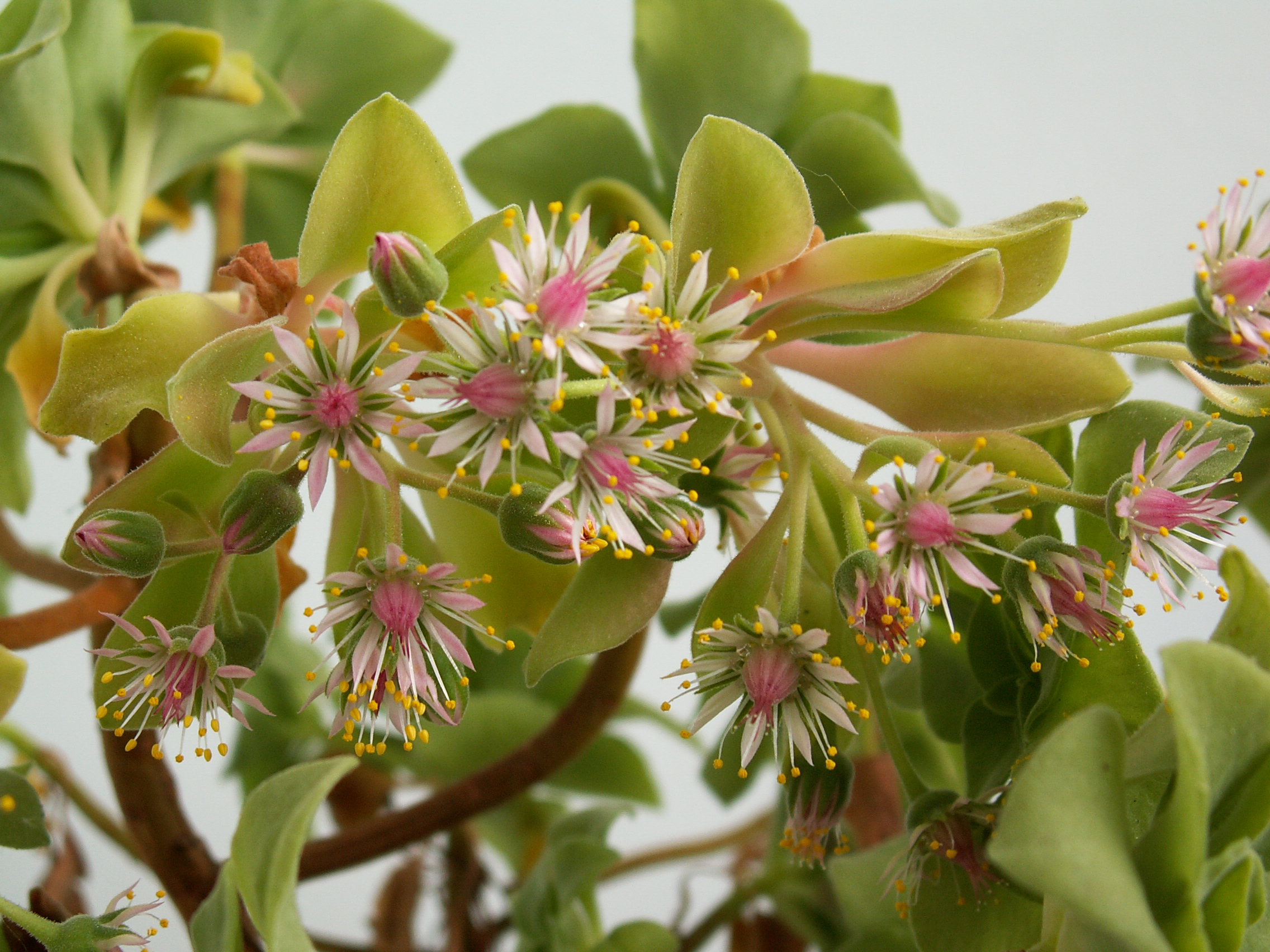